# Prêmio Leconte
O Prêmio Leconte (em francês:  Prix Leconte) é um prêmio criado em 1886 pela Academia de Ciências da França, em reconhecimento a descobertas fundamentais em matemática, física, química, história natural e medicina. Em anos recentes o prêmio foi concedido nas categorias específicas de matemática, física e biologia. Pesquisadores e matemáticos de todas as nacionalidades são elegíveis. O valor monetário do prêmio no final do século XIX e início do século XX era de 50 mil francos (na época equivalente a ₤ 2 mil ou 10 mil dólares dos Estados Unidos), em torno de cinco vezes o salário anual de um professor médio na França. Em 2001 seu valor monetário era de 20 mil francos, em 2008 3 mil euros e desde 2010 2,5 mil euros.

## Recipientes
- 1889: Paul Marie Eugène Vieille[4]
- 1892: Maurice d'Ocagne[5]
- 1893: Jean Antoine Villemin (₣50,000)[6]
- 1895: William Ramsay e John William Strutt (₣ 50.000)[7][8]
- 1898: Não houve premiação[9]
- 1904: Prosper-René Blondlot (₣ 50.000)[10]
- 1907: Não houve premiação[11]
- 1909: Walter Ritz[12]
- 1910: Arthur Robert Hinks[13]
- 1911: Não houve premiação[14]
- 1921: Georges Claude (₣ 50.000)[15]
- 1927: Alexandre Yersin[16]
- 1930: Élie Cartan[17]
- 1955: Lucien Bull
- 1960: Marguerite Catherine Perey[18]
- 1975: Pierre Buser[19]
- 1978: Marcel Berger[20]
- 1993: Georg Maret[21]
- 1997: Raoul Ranjeva (Biologia)[22]
- 1998: Phillipe Biane (Matemática)[23]
- 1999: Hervé Nifenecker (Física)[24]
- 2001: Thierry Gaude (Biologia) (₣ 20.000)[22][25]
- 2002: Christian Gérard (Matemática)[23]
- 2004: Rémi Monasson (Física)[24]
- 2006: Arnaud Chéritat e Xavier Buff (Matemática)[23]
- 2007: Alain Pugin (Biologia)[22]
- 2008: Marie-Noëlle Bussac (Física) (€ 3.000)[24]
- 2010: David Lannes (Matemática) (€ 2.500)[23]
- 2011: Olivier Loudet (Biologia) (€ 2.500)[22]
- 2012: Laurent Sanchez-Palencia (Física) (€ 2.500)[26]